# ألوصوريات
الألوصوريات هي فصيلة تضمُّ عدداً من الأنواع المتوسطة إلى الكبيرة في الحجم من الديناصورات الثيروبودية اللاحمة، أي التي تأكل اللحوم . من أبرز الأنواع التي تضمها الألوصور وصوروفاغانكس وأنتروديموس والإبانترياس (الذي لا يُعرف عنه الكثير وقد يَكون أحد أنواع الألوصور ).
أطلق على مجموعة الألوصوريات اسمها العالم الإحاثي الأمريكي «أوثنييل تشارلز مارش» عام 1878.
يُوجد جدل كبير حول العدد الدقيق للأجناس التي يُفترض أن تُصنف ضمن هذه الفصيلة، لكن أغلبها كارنوصورات تعود إلى العصر الجوراسي المتأخر والطباشيري المبكر، ومرتبطة نوعاً ما إلى حد كبير بالألوصور. تبدو الألوصورات كأكثر صيادات عصرها نجاحاً على الإطلاق . حيث فاقت في سرعة حركتها وأعدادها الميجالوصوريات و سيراتوصوريات الذين كانا منافسين لها على الطرائد. لكن أقارب الألوصوريات من الكاركادنتوصوريات التي كانت قاطنة في نصف الأرض الجنوبي القديم وتغلَّبت عليها في آخر الأمر . انتهي وجود الألوصوريات منذ نحو 150 مليون سنة، ثم جاءت مكانها الكويلوروصوريا المنتمية إلى مجموعة التيرانوصوريات، التي قطنت نصف الأرض الشمالي خلال العصر الطباشيري.

## الوصف العام

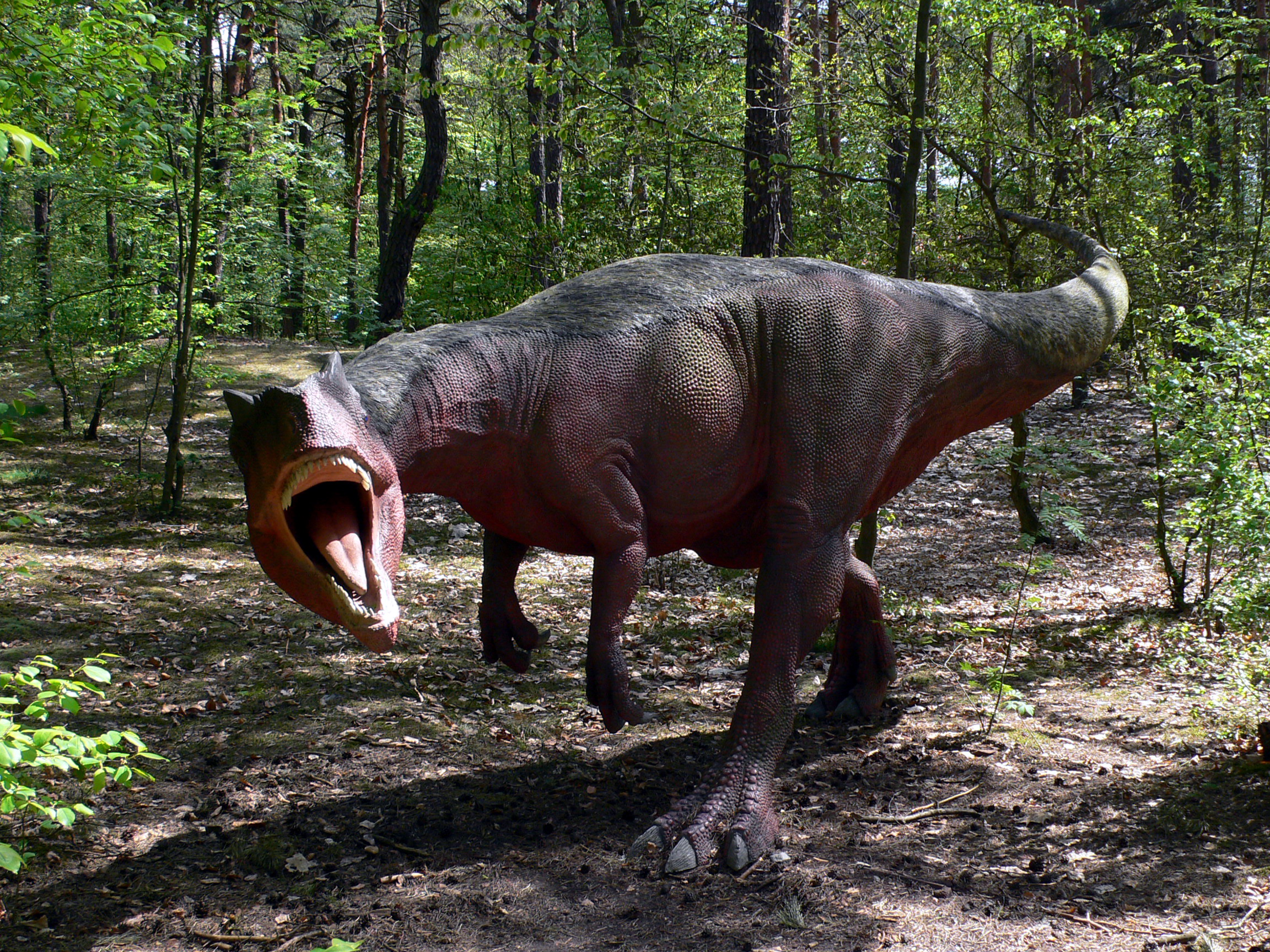
تمثيل مجسم للألوصور.

تتميز الألوصوريات بأن الذيل يشكل أكثر من نصف طول الحيوان. الرأس قصيرة وثقيلة وفي الفم أسنان مقوسة تشبه الموزة موزعة على الفكين. الرقبة غليظة بالنسبة للجسم وتحمل رأساً ثقيلاً. يختلف طول تلك العائلة الكبرى من الديناصورات بين 3 و4 أمتار و11 متراً، وبلغت أوزانها ما يتراوح من 3 إلى 7 أطنان. عاشت في العصر الجوراسي المتأخر، من ضمنها ديناصور الألوصور الذي سُمِّيت الفصيلة بأسرها نسبة إليه. كما يَنتمي إلى عائلة الألوصوريات ديناصور صوروفاغاناكس ماكسيموس، ويُطلق عليه بعض الباحثين الألوصور ماكسيموس.

## التسلسل العائلي
- الألوصوريات:
  - ألوصور
  - صوروفاغانكس

## اقرأ أيضا
- سيراتوصوريا
- أركيوبتركس
- صوروبسيدا
- تيرانوصور
- ديناصور
- تريسراتبس
- أنكيلوصوريات
- جيجانتوصور
- سبينوصور الديناصور المصري
- بحرية صور
- ديناصور ذو ريش
- الطيور
- ليبيدوصوريات
- دلتادروميوس